# Trigona
Trigona är ett släkte av bin. Trigona ingår i familjen långtungebin.

## Bildgalleri

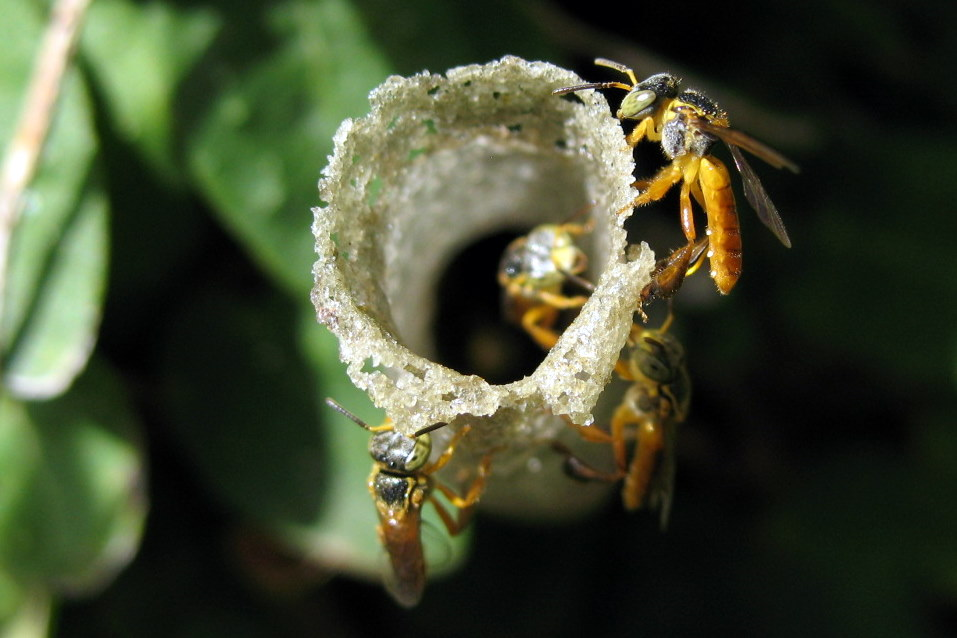
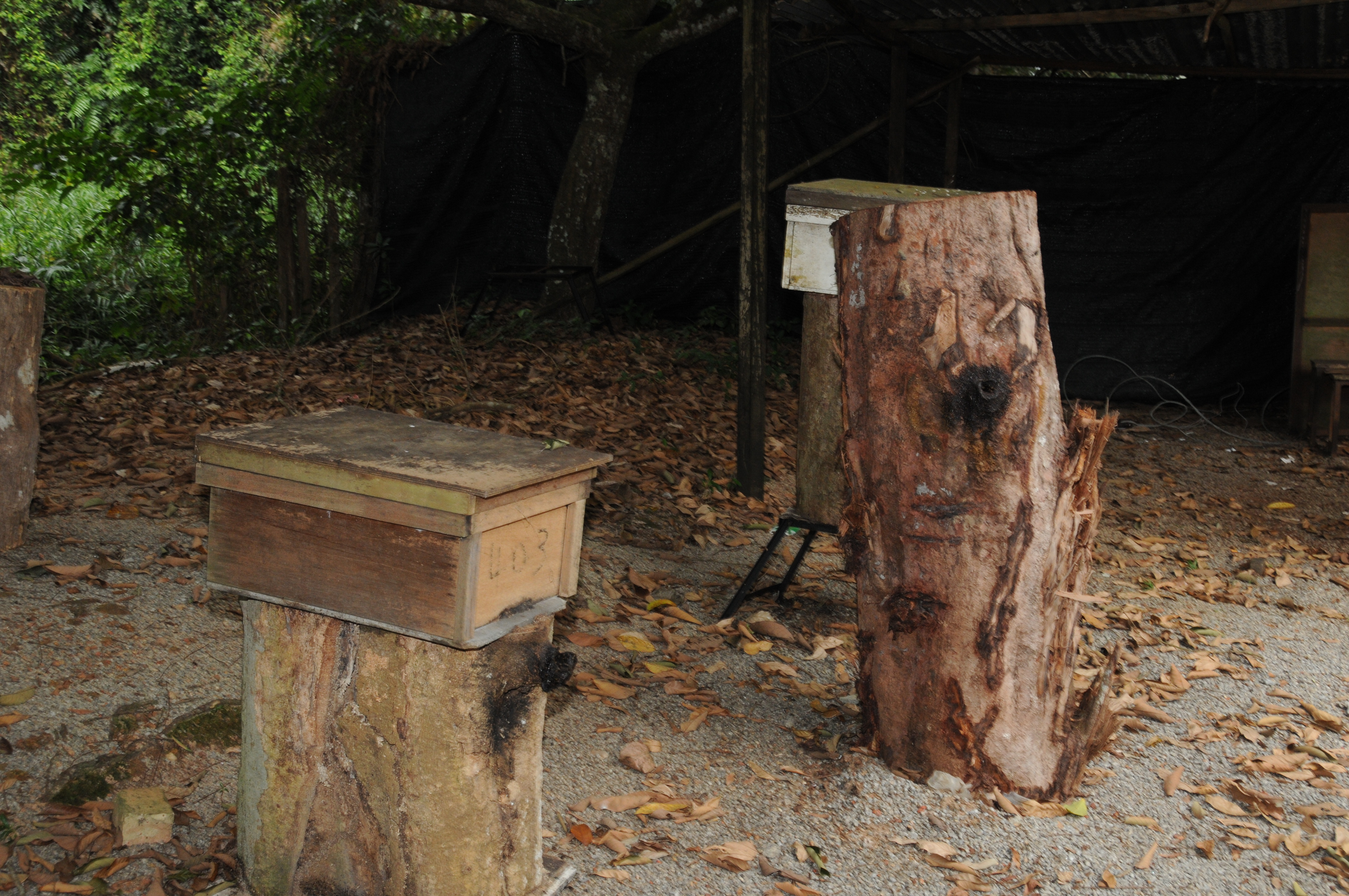

## Dottertaxa tillTrigona, i alfabetisk ordning[1]
- Trigona albipennis
- Trigona amalthea
- Trigona amazonensis
- Trigona armata
- Trigona branneri
- Trigona braueri
- Trigona chanchamayoensis
- Trigona cilipes
- Trigona corvina
- Trigona crassipes
- Trigona dallatorreana
- Trigona dimidiata
- Trigona ferricauda
- Trigona fulviventris
- Trigona fuscipennis
- Trigona guianae
- Trigona hyalinata
- Trigona hypogea
- Trigona lacteipennis
- Trigona muzoensis
- Trigona necrophaga
- Trigona nigerrima
- Trigona pallens
- Trigona permodica
- Trigona recursa
- Trigona sesquipedalis
- Trigona silvestriana
- Trigona spinipes
- Trigona truculenta
- Trigona williana